# 故郷の人々
「故郷の人々」(Old Folks at Home) は、スティーブン・フォスターが1851年に制作したミンストレルソング。別名「スワニー河」(Swanee River)。フロリダ州の公式州歌でもある。

## 成り立ち

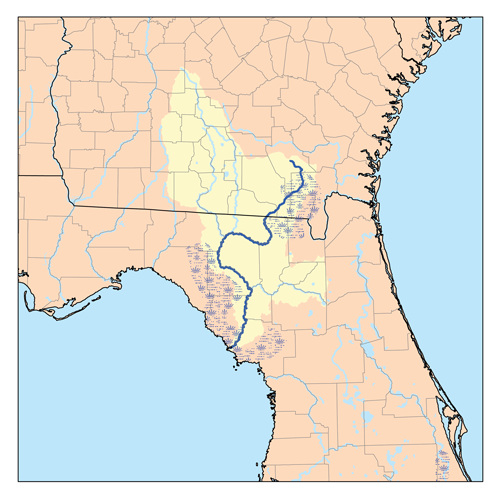
スワニー川流域の地図

この歌は、ニューヨークのブラックフェイス（黒人扮装）一座であるクリスティーズ・ミンストレルズが演奏するためにかかれた歌であり、初期に出版された楽譜にはその作者に一座のリーダであるE・P・クリスティがクレジットされている。これは、フォスターの提案により、クリスティがわずか15ドルを支払って著作権を得たためだが、この歌は空前の大ヒットとなっている。
フォスターはほとんどの歌詞を書いていたが、最初の旋律に川の名前を入れようと思って兄に相談した。兄から最初に提案されたのは、ヤズー（ミシシッピ州）だった。メロディーにはあっていたが、フォスターは拒絶した。次に提案されたのは、ピーディー（サウスカロライナ州）だった。フォスターは言った「ああ畜生! それじゃないんだ」。兄は地図帳をみて大声で「スワニー!」と叫んだ。フォスターは「それだ!」と答え、歌詞に書き込んだ。その際、スワニー川のスペルは "Suwanee" が正しいが、メロディーにあわせるため"Swanee" と綴った。
フォスター自身はスワニー川どころかフロリダへ訪れたことすらなかったが、歌の人気のためフロリダでは川をみるための観光が行われている。また、この歌は1935年にフロリダ州の公式州歌となり、2008年には一部の不適切な歌詞が改められた。
アントニン・ドヴォルザークが1890年代にかいた『ユーモレスク』第7曲と音楽的に類似しているため、よく一緒に演奏されることがある。アメリカ議会図書館のジュークボックスでは、ソプラノ歌手アルマ・グルックとヴァイオリニストのエフレム・ジンバリストのバージョンが流れる。

## 論争
黒人奴隷の視点から一人称で歌詞が書かれていて、歌詞の一部「longing for de old plantation」（懐かしいプランテーションへの想い）が奴隷制度をロマンチックに表現したとして批判を集めているが、フォスター自身は南北戦争では北軍を支持し奴隷制度の廃止を支持していた。
現在は民族差別用語としてみなされる「darkies」（黒んぼ）が歌詞に使われているため、1978年のフロリダ州議事堂の新ビル記念式で「brothers」（兄弟）に置き換えられるなど、歌詞の一部が歌手や観衆の間で当惑の種となっていた。また他には「lordy」（信じられない）、「mama」（ママ）、「darling」（ダーリン）、「children」（子供たち）、「dear ones」（親愛なるもの）などに置き換えられることがある。
歌詞は、他のミンストレルソングと同様に、アフリカ人奴隷が話す方言（黒人の民俗学者ゾラ・ニール・ハーストンの1940年代の研究によると、現代的な黒人英語の古風な形とされている）とアメリカ標準英語の中間で書かれている。
実際には、方言として書かれた発音は長い間無視されていて、1955年のフロリダ・フォーク・フェスティバルで確認できるようにアメリカ標準英語で歌われていた。

### フロリダ州歌
フロリダの公式州歌として、「故郷の人々」はフロリダ州知事の就任式で歌われている。しかし、時代とともに歌詞が変更されている。コラムニストのダイアン・ロバーツ曰く
フロリダでは1978年に啓発され、「darkies」を「brothers」へ変更した。それ以降の改訂があった。2003年のジェブ・ブッシュの2度目の知事就任式では、若い黒人女性は『故郷の人々』の歌詞から方言を外して「still longing for the old plantation」（懐かしいプランテーションへの想い）を「still longing for the old connection」（懐かしい関係（コネクション）への想い）に置き換えた。きっとスティーブン・フォスターの歌詞を携帯電話のコマーシャルと混同したのだろう。
2007年のチャーリー・クリストのフロリダ州知事就任式では、この歌は演奏されず、フロリダ州の黒人ジャズミュージシャンのチャールズ・アトキンスの「The Florida Song」が演奏された。それから、クリストは州の上院議員トニー・ヒルに新しい州歌をさがすよう指示し、ヒルは州の下院議員エド・ホーマンやフロリダ音楽教育協会と協力して新州歌のコンテストを開催し、2008年1月11日に「Florida (Where the Sawgrass Meets the Sky)」が州歌として選ばれた。「故郷の人々」はピッツバーグ大学のフォスター記念館で不適切な歌詞が削除されたバージョンに入れ替えられた後、フロリダ州議会によって州の祝歌として採用された。クリストは州歌が2曲となったことについては満足はできなかったと述べたが、書き換えられた歌詞のバージョンが確立されて1935年以来となる州歌の法案に署名した。

## 日本

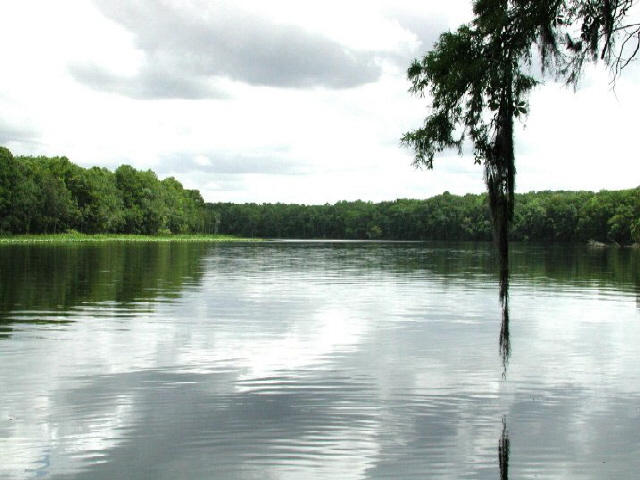
スワニー川（フロリダ州にて）

日本では、明治時代に文学者の大和田建樹がこの曲にマッチ売りの少女の物語を歌詞に取り入れ、「哀れの少女」という邦題をつけた。この歌は1888年の『明治唱歌第2集』に掲載された。その後も「造化のわざ」（作詞者不明、1896年）、「北国の雪」（大和田建樹、1905年）、「優しき心」（作詞者不明、1932年）という邦題で唱歌集に掲載された。金田一春彦による研究だと、1926年からの5年間に日本放送協会が毎日放送していた子供番組での放送回数ランキングで「哀れの少女」は38位にランクされている。その他、1937年に出版された『フォスター歌曲集』においては津川主一訳で「スワニー河の歌」という邦題で掲載されている。
1949年には、勝承夫訳詞のもと「はるかなるスワニー河、その下（しも）」に始まる歌詞で「故郷の人々」という題で発表されている。「故郷の人々」は小学校の音楽教科書に掲載されていた。また、緒園凉子訳詞の「スワニー河」もよく知られている。